# Immédiatement
 (novembre 2016).
Si vous disposez d'ouvrages ou d'articles de référence ou si vous connaissez des sites web de qualité traitant du thème abordé ici, merci de compléter l'article en donnant les références utiles à sa vérifiabilité et en les liant à la section « Notes et références ».
Immédiatement était une revue littéraire et politique, d'inspiration bernanosienne et gaulliste, fondée en 1996 par Luc Richard, et publiée en ligne de 2004 à 2005, date à laquelle elle a cessé de paraître.

## Historique
La revue, littéraire et politique, apparaît en 1996. Elle est inspirée de la pensée de Georges Bernanos, Eugène Zamiatine et George Orwell. Son titre est tiré d'un livre de Dominique de Roux, éditeur et écrivain français proche de la beat generation et fondateur des Cahiers de l'Herne. Elle cesse son activité en 2005.
La revue laisse la parole à Michel Houellebecq, sur la question de son rapport au catholicisme.
La revue est d'abord, sous la houlette de Luc Richard et de Sébastien Lapaque, très littéraire. Elle connaît une crise marqué par le départ d'une partie de la rédaction en 2001. Puis, peu à peu, ses rédacteurs, étudiants ou lycéens y allient une critique de la société spectaculaire et marchande en s'inspirant largement de Guy Debord. Après le départ de Luc Richard, la revue est reprise par Falk van Gaver. Elle développe sa tendance écologiste et chrétienne.